# عرى القبلي عدوان
عرى القبلي عدوان قرية سورية تتبع ناحية محمبل في منطقة أريحا في محافظة إدلب. بلغ عدد سكانها 1976 نسمة في عام 2004 حسب إحصاء المكتب المركزي للإحصاء.